# Hermann Friedrichs (Hannover)
Die Graphischen Kunstanstalten Hermann Friedrichs, teilweise auch Hermann Friederichs geschrieben, war ein im 19. Jahrhundert in Hannover gegründetes xylographisches Atelier.

## Geschichte
Das Unternehmen wurde in der Gründerzeit des Deutschen Kaiserreichs im Jahr 1884 von Hermann Friedrichs gegründet. Zu Beginn des 20. Jahrhunderts beschäftigte das Unternehmen beispielsweise im Jahr 1905 zehn Gehilfen sowie einen Lehrling. Ab 1907 bestand eine Mitgliedschaft im Bund der Xylographischen Anstalten Deutschlands.
In der Nachkriegszeit wurden die Graphischen Kunstanstalten Hermann Friedrichs Ende der 1950er Jahre seit einem dreiviertel Jahrhundert noch immer als Familienunternehmen geführt. 1959 hatte es seinen Sitz in der Brühlstraße 19.